# Август фон Розентал
Вижте пояснителната страница за други личности с името Розентал.
Август Осипович фон Розентал (на руски: Август Осипович фон Розенталь) е руски дворянин, лекар, който приема идеите на анархизма. В резултат, през лятото на 1855 година той освобождава своите крепостни селяни.

## Биография
Барон Август фон Розентал е роден около 1828 година в Киевска губерния, Русия, и умира в 1888 година в град Враня, Сърбия при тифусна епидемия на своя лекарски пост. Той произхожда от чешкия пански род Лъвовете от Розентал (Rožmitál или Rosental), който освобождава от крепостна зависимост и дава права на бюргерите си още в 16 век. Двама братя от рода, които са предците му, емигрират в Полша със свитата на Август II Саксонски след победата на император Фердинанд II в битката при Бела Планина през 1620 година. 
Ранни сведения за Август Розентал могат да се намерят в стиховете на Николай Добролюбов „К Розенталю“. През 1855 година, след като завършва Киевския университет, където е и член на „Кирило-Методиево дружество“, той дава свобода на своите крепостни селяни. Той прави прокламация в която заявява, че свободата на селячеството не е работа на царя и на централната власт, а може да се даде и индивидуално от полската шляхта. За тази си дейност той е бил наказан с изпращане в Сибир. Какво се случва двайсет години след изпращането му в Сибир и неговото освобождение, информация за това може да се намери в съвременния печат на Сърбия, където той се появява като лекар кинезитерапевт, учил в Пекин, но без лекарски диплом. Спрямо него е било повдигнато обвинително дело в Кралство Сърбия, на 23 август 1882, за практикуване на лекарска практика без разрешение и с последвало наказание от 100 гулдена и иск за екстрадиране от страната. Пред съда той се защитава, че правата за практиката са му отнети още в Киев и преди да бъде изпратен в Сибир и че той не е мошеник и евреин, а поляк и католик и в допълнение руски благородник.
След като негови последователи заплащат глобата, Август Розентал заедно със съпругата си и шестте си деца, три момчета и три момичета се мести в новоосвободеното Княжество България. Розентал е поклонник на „свободната мисъл“ и там той е като един от основателите на анархизма в страната, заедно със Спиро Гулабчев, последовател и на сиромахомилството. Покрай приятелството му с д-р Николай Судзиловски, който е руски анархист и е близък другар на Ботев, още от Одеската гимназия, той прави опит да се свърже в България и с останалите живи Ботеви съратници. Те след Освобождението на България заедно с д-р Август фон Розентал и Спиро Гулабчев поставят началото на организираното анархистическо движение. След кратко спречкване с тогавашния министър-председател Стамболов, Август Розентал е изселен от София в град Враня където намира и смъртта си при борба с разразилата се там тифусна епидемия.
Единият от синовете му Август Розентал е български художник и поет, а другият – Юлий Розентал е поет и деец на Вътрешната македоно-одринска революционна организация.

## Родословие
|                             |                             |                             |                             |                             |                             |  |  | Август фон Розентал (1828 – 1888) |                                |                                |                                |                                |                                |  |  |                               |                               |                               |                               |                               |                               |  |  |  |  |  |  |  |  |  |  |  |  |
|                             |                             |                             |                             |                             |                             |  |  |                                   |                                |                                |                                |                                |                                |  |  |                               |                               |                               |                               |                               |                               |  |  |  |  |  |  |  |  |  |  |  |  |
|                             |                             |                             |                             |                             |                             |  |  |                                   |                                |                                |                                |                                |                                |  |  |                               |                               |                               |                               |                               |                               |  |  |  |  |  |  |  |  |  |  |  |  |
| Юлий Розентал (1872 – 1903) | Юлий Розентал (1872 – 1903) | Юлий Розентал (1872 – 1903) | Юлий Розентал (1872 – 1903) | Юлий Розентал (1872 – 1903) | Юлий Розентал (1872 – 1903) |  |  | Райна Костенцева (1885 – 1967)    | Райна Костенцева (1885 – 1967) | Райна Костенцева (1885 – 1967) | Райна Костенцева (1885 – 1967) | Райна Костенцева (1885 – 1967) | Райна Костенцева (1885 – 1967) |  |  | Август Розентал (1876 – 1912) | Август Розентал (1876 – 1912) | Август Розентал (1876 – 1912) | Август Розентал (1876 – 1912) | Август Розентал (1876 – 1912) | Август Розентал (1876 – 1912) |  |  |  |  |  |  |  |  |  |  |  |  |
| Юлий Розентал (1872 – 1903) | Юлий Розентал (1872 – 1903) | Юлий Розентал (1872 – 1903) | Юлий Розентал (1872 – 1903) | Юлий Розентал (1872 – 1903) | Юлий Розентал (1872 – 1903) |  |  | Райна Костенцева (1885 – 1967)    | Райна Костенцева (1885 – 1967) | Райна Костенцева (1885 – 1967) | Райна Костенцева (1885 – 1967) | Райна Костенцева (1885 – 1967) | Райна Костенцева (1885 – 1967) |  |  | Август Розентал (1876 – 1912) | Август Розентал (1876 – 1912) | Август Розентал (1876 – 1912) | Август Розентал (1876 – 1912) | Август Розентал (1876 – 1912) | Август Розентал (1876 – 1912) |  |  |  |  |  |  |  |  |  |  |  |  |
|                             |                             |                             |                             |                             |                             |  |  |                                   |                                |                                |                                |                                |                                |  |  |                               |                               |                               |                               |                               |                               |  |  |  |  |  |  |  |  |  |  |  |  |
|                             |                             |                             |                             |                             |                             |  |  |                                   |                                |                                |                                | Август Розентал                |                                |  |  |                               |                               |                               |                               |                               |                               |  |  |  |  |  |  |  |  |  |  |  |  |